# Krplivnik
Krplivnik este o localitate din comuna Hodoš, Slovenia, cu o populație de 105 locuitori.